# Oskar Nisu
Oskar Nisu (ur. 11 sierpnia 1994 w Randvere) – estoński kolarz szosowy.
Jego dziadek, Ants Nisu, był zapaśnikiem i trenerem tej dyscypliny sportu.

## Osiągnięcia
Opracowano na podstawie:

2011
- 1. miejsce w mistrzostwach Estonii juniorów (start wspólny)
- 1. miejsce w Tour de la region de Lodz
  - 1. miejsce na 1. i 3. etapie

2012
- 2. miejsce w mistrzostwach Estonii juniorów (jazda indywidualna na czas)
- 1. miejsce w mistrzostwach Estonii juniorów (start wspólny)
- 1. miejsce w klasyfikacji punktowej Tour de la region de Lodz
  - 1. miejsce na 4. etapie

2014
- 3. miejsce w mistrzostwach Estonii (jazda indywidualna na czas)

2019
- 3. miejsce w mistrzostwach Estonii (jazda indywidualna na czas)

## Rankingi
| Rok             | 2014 | 2015 | 2016  | 2017  | 2018  | 2019  | 2020 | 2021  | 2022  | 2023  | 2024 |
| --------------- | ---- | ---- | ----- | ----- | ----- | ----- | ---- | ----- | ----- | ----- | ---- |
| World Ranking   |      |      | 1756. | 2784. | 2122. | 1216. | 640. | 1009. | 1749. | 2816. | 930. |
| UCI Europe Tour | 654. | -    | 1163. | 1825. | 1415. | 847.  | 520. | 748.  | 1146. | -     | -    |
|                 |      |      |       |       |       |       |      |       |       |       |      |
| Źródło: UCI     |      |      |       |       |       |       |      |       |       |       |      |